# Okręg wyborczy Moreton
Okręg wyborczy Moreton (ang. Division of Moreton) – jednomandatowy okręg wyborczy do Izby Reprezentantów Australii, położony na terenie Brisbane, stolicy stanu Queensland. Nazwa okręgu pochodzi od Zatoki Moreton, nad którą leżał w swych pierwotnych granicach, ustanowionych przed pierwszymi wyborami do parlamentu federalnego Australii w 1901 roku. Obecnie, po wielokrotnych korektach granic na skutek zmian demograficznych, okręg nie sąsiaduje już z zatoką, ale zachował ją w nazwie. 

## Lista posłów
| okres urzędowania | poseł                 | przynależność |
| ----------------- | --------------------- | --- |
| 1901-1906         | James Wilkinson       | niezrzeszony (1901-1904) Australijska Partia Pracy (1904-1906)                                                                 |
| 1906-1919         | Hugh Sinclair         | Partia Antysocjalistyczna (1906-1909) Związkowa Partia Liberalna (1909-1917) Nacjonalistyczna Partia Australii (1917-1919)     |
| 1919-1922         | Arnold Wienholt       | Nacjonalistyczna Partia Australii                                                                                              |
| 1922-1955         | Josiah Francis        | Nacjonalistyczna Partia Australii (1922-1931) Partia Zjednoczonej Australii (1931-1944) Liberalna Partia Australii (1944-1955) |
| 1955-1983         | James Killen          | Liberalna Partia Australii |
| 1983-1990         | Donald Milner Cameron | Liberalna Partia Australii |
| 1990-1996         | Garrie Gibson         | Australijska Partia Pracy |
| 1996-2007         | Gary Hardgrave        | Liberalna Partia Australii |
| od 2007           | Graham Perrett        | Australijska Partia Pracy |

źródło: 